# Ocupació de Samoa Alemanya
L'ocupació de Samoa Alemanya (l'adquisició i l'administració posterior de la colònia del Pacífic de Samoa Alemanya), va començar a finals d'agost de 1914 amb el desembarcament d'una força expedicionària de Nova Zelanda anomenada «Força Expedicionaria de Samoa». Les forces desembarcades no van trobar resistència i els neozelandesos van prendre possessió de Samoa per al govern de Nova Zelanda en nom del rei Jordi V.
La Força expedicionària de Samoa va romandre al país fins a 1915, però el seu comandant, el coronel Robert Logan, va continuar administrant Samoa en representació del Govern de Nova Zelanda fins a 1919.
L'ocupació de Samoa va representar la primera acció militar de Nova Zelanda en la Primera Guerra Mundial.

## Antecedents
Després de l'esclat de la Primera Guerra Mundial, el 5 d'agost de 1914, el govern de Nova Zelanda va autoritzar la mobilització de la Força Expedicionària neozelandesa (New Zealand Expeditionary Force, NZEF) per al servei en la guerra. La mobilització per a la guerra ja havia començat uns dies abans amb preparatius discrets. L'endemà de la declaració de guerra, el govern britànic va demanar a Nova Zelanda que confisqués l'estació de radiotelegrafia de Samoa alemanya, un protectorat de l'Imperi Alemany, considerant-lo «un gran i urgent servei Imperial».
Des dels temps de Richard Seddon, el primer ministre de Nova Zelanda entre 1893 i 1906, el govern de Nova Zelanda havia aspirat a controlar Samoa. Fins i tot abans de la guerra, els plans per a l'ocupació de Samoa havien estat establerts pel Comandant de les Forces Militars de Nova Zelanda, el Major General Alexander Godley, que creia que aquest seria un ús probable de l'exèrcit de Nova Zelanda en cas d'un brot d'hostilitats.
La sol·licitud britànica es va acceptar immediatament i es va emetre instruccions a Godley per mobilitzar una força composta específicament destinada a aquest propòsit.

## El preludi
El que es coneixeria com la Força Expedicionaria de Samoa (Samoa Expeditionary Force, SEF) es va formar amb voluntaris extrets principalment dels districtes militars d'Auckland i Wellington. Incloïa un component d'infanteria, amb tres companyies d'infanteria procedents del Regiment d'Auckland i del Regiment de Wellington, una bateria de canons de campanya, una secció d'enginyers, companyies d'enginyers de ferrocarrils i transmissions, així com personal de la Royal Naval Reserve, Army Service Corps, una secció d'ambulància de campanya, així com infermeres i capellans. També va haver-hi personal de la New Zealand Post & Telegraph Company.
El coronel Robert Logan, membre del New Zealand Staff Corps i comandant del Districte Militar d'Auckland, va ser nomenat comandant de la SEF. En el moment de la seva primera desfilada formal, l'11 d'agost de 1914, la SEF estava formada per més de 1.400 persones.
La SEF va abandonar Nova Zelanda el 15 d'agost en un comboi de vaixells de guerra escortats pel HMS Philomel de les Forces Navals de Nova Zelanda, juntament amb el HMAS Pyramus i HMAS Psyche de l'Armada Reial Australiana. Els creuers escolta, tots de la classe P, eren vaixells de tercera categoria considerats obsolets i sense la capacitat per enfrontar-se amb l'Esquadra d'Àsia Oriental del vicealmirall alemany Maximilian von Spee (amb els seus creuers blindats SMS Scharnhorst i SMS Gneisenau). Per tant, es va disposar que el comboi es reunís a Fiji amb el modern creuer de batalla HMAS Austràlia i el creuer francès Montcalm. No obstant això, l'endemà de la seva partida a Nova Zelanda i sense coneixements del Govern de Nova Zelanda, l'Almirallat britànic va decidir que el comboi es reunís amb els escortes moderns a Nouméa, a Nova Caledònia.
A Nouméa, el comboi es va unir amb el HMAS Australia i el Montcalm, juntament amb el creuer HMAS Melbourne. Tota l'expedició, ara sota el comandament del contraalmirall George Patey, es va dirigir a Fiji. A Fiji, diversos intèrprets de la Legió d'homes de la frontera i samoans es van unir a la SEF i es van embarcar cap a Samoa el 27 d'agost.

## El desembarcament i l'ocupació de Samoa

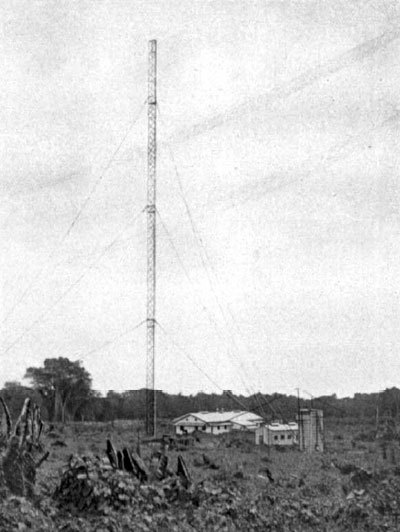
Estació de radiotelegrafia Telefunken prop d'Apia després de la seva finalització l'1 d'agost de 1914. Altura de la torre: 120 m; energia de l'antena: 35 kW

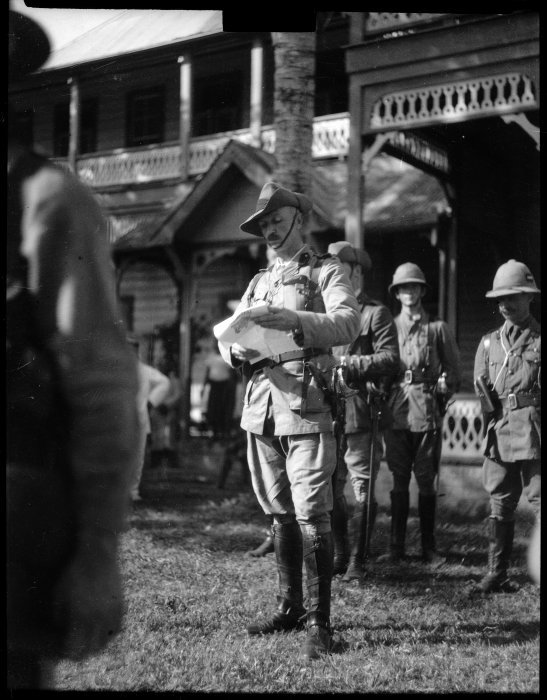
El coronel Robert Logan llegint una proclama a Apia, Samoa, el 30 d'agost de 1914, el dia que assumia la responsabilitat com a administrador militar

El convoy va arribar a Apia, a l'illa principal d'Upolu de Samoa, el matí del 29 d'agost de 1914. A Apia no hi havia cap preparatiu defensiu, amb només uns 100 milicians locals (coneguts com a Fita-fita) disponibles. La intel·ligència proporcionada per les autoritats australianes ja havia indicat que era probable que l'oposició tingués al voltant de 80 efectius amb un quadre d'oficials alemanys juntament amb una canonera. No obstant això, els alemanys no podien comptar amb el suport dels samoans per defensar-se de qualsevol intent de desembarcament. El governador de la Samoa alemanya, el Dr. Erich Schultz, es va establir a l'estació de ràdio després d'observar l'arribada del comboi.
Tot i que els vaixells de guerra australians, juntament amb el Montcalm, estaven lluny d'Apia, el Psyche va entrar al port de la ciutat sota una bandera de treva. Es van detectar transmissions de l'estació de radiotelegrafia, però aquestes es van deixar de seguir per ordre de Patey. Al cap d'una hora, un missatge de Schultz va indicar que, encara que Alemanya no rendís oficialment les illes de Samoa, no hi hauria resistència a un desembarcament dels neozelandesos. En rebre aquesta notícia, els vaixells de guerra van començar a traslladar els soldats neozelandesos a les zones de desembarcament i deixar-los a la costa. Els edificis governamentals, incloent les oficines de correus i de telègraf, van ser capturats a primera hora de la nit. L'estació de radiotelegrafia va enviar un últim missatge, als turons a diversos quilòmetres a prop de la terminal del Ferrocarril de Telefunken. Quan els neozelandesos van arribar, prop de la mitjanit, els operadors de radiotelegrafia alemanys havien sabotejat gran part de l'equip que la feia inoperant. Les tropes es van dispersar als camps i es van assignar àrees de patrulla.
L'endemà, es va produir un aixecament cerimonial de la Union Jack davant el tribunal de Justícia, amb Logan declarant l'ocupació de Samoa pel Govern de Nova Zelanda en nom del rei Jordi V. El dany causat a l'estació de radiotelegrafia va impedir d'informar l'èxit del SEF a Nova Zelanda fins a la seva reparació, el 2 de setembre de 1914. Mentrestant, es van descarregar els queviures dels vaixells de guerra i es va construir una línia ferroviària des del port d'Apia fins a l'estació de radiotelegrafia.
Després d'haver completat les seves tasques d'escorta i amb Samoa assegurada, les naus australianes, a més del Montcalm, es van allunyar per unir-se a la Força Expedicionaria Naval i Militar Australiana (Australian Naval and Military Expeditionary Force, AN&MEF), que es va encarregar de la captura de Nova Guinea alemanya. Durant els dies següents, també van salpar els creuers de classe P restants; dos van navegar fins a la resta d'illes de Samoa i Tonga per informar les respectives autoritats de l'ocupació de Samoa. El Pyramus va traslladar cinc presoners alemanys, incloent Schultz, a Fiji.
Els creuers alemanys Scharnhorst i Gneisenau es van dirigir ràpidament cap a Samoa després que l'almirant von Spee va tenir coneixement de l'ocupació. Va arribar a Apia el 14 de setembre de 1914, tres dies després de la sortida de l'últim dels creuers i transports Aliats. Es va observar l'apropament dels vaixells alemanys i els neozelandesos van preparar les seves defenses sense demora, mentre que molts civils, que temien els intercanvis de trets, van fugir cap als turons. En aquest moment, es va instal·lar l'artilleria a la platja, però no hi havia cap canvi de trets. Un historiador, Ian McGibbon, va escriure que això era probablement a causa de les pors de von Spee dels danys que podrien rebre els vaixells alemanys si ell obria foc. En lloc d'això, von Spee va parar ancorar els vaixell, va desembarcar amb un petit grup més avall a la costa, i va parlar amb un resident alemany sobre l'ocupació. Posteriorment, les patrulles enviades a la zona van capturar al resident alemany. Segons l'historiador J. A. C. Grey, von Spee va considerar que un desembarcament per part de les forces sota el seu control només tindria un avantatge temporal en un mar dominat pels Aliats i, per tant, els vaixells alemanys van permetre que Tahití fos una possessió francesa.
Sense preocupar-se pel benestar de la població local i les seves propietats, von Spee dirigeix el bombardeig de Papeete. Després es va unir a la resta de l'Esquadra d'Àsia Oriental i es va dirigir cap a Sud-amèrica.

## Conseqüències
La SEF va romandre a Samoa fins a març de 1915, moment en què va començar a tornar a Nova Zelanda. Una petita força de relleu va arribar a Apia el 3 d'abril de 1915 i la tropa que els va portar a Samoa va transportar l'última tropa de les SEF cap a Nova Zelanda. Logan va romandre i continuaria administrant el país en nom del govern de Nova Zelanda fins a 1919. El seu govern va ser controvertit pel fet que va manipular de forma significativa l'arribada de la pandèmia de la grip espanyola al novembre de 1918, que va causar més de 7.500 morts.
Des de 1920 fins a la independència samoana el 1962, Nova Zelanda va governar les illes com a territori fideïcomissari de Samoa Occidental, primerament com a Mandat de la classe de C de la Lliga de les Nacions, i després a partir de 1945 com a territori fideïcomissari de les Nacions Unides.